# Urusaro International Women Film Festival
Das Urusaro International Women Film Festival, kurz Urusaro IWFF,  ist ein jährlich stattfindendes Filmfestival in Ruanda, das Frauen im Filmgeschäft fördert. Es wurde 2015 von einer Gruppe ruandischer Filmemacherinnen gegründet. Das Wort „Uurusaro“ ist ein Kinyarwanda-Wort und bedeutet  „Perle“. Das Filmfestival findet in der Hauptstadt Kigali statt und wird von Cinéfemmes Rwanda organisiert.
Beim Filmfestival können sich sowohl Frauen als auch Männer aus aller Welt für die Vorführung ihres Films oder Dokumentarfilms bewerben. Das Festival ermutigt jedoch zu Einreichungen, die eine stärkende Botschaft für Frauen in der Gesellschaft enthalten. Für das achte Filmfestival im Juni 2024 werden beispielsweise 59 Filme gezeigt, von denen bei 33 Frauen und bei 26 Männer die Regie führten. 24 der Filme wurden in Ruanda produziert.